# Danica Filiplič
Danica Filiplič, slovenska pevka, * 11. januar 1925, Šentvid pri Ljubljani, † 19. oktober 1995, Ljubljana
Danica Filiplič se je rodila 11. januarja 1925 v Šentvidu v pevski družini (namreč bili so petčlanska družina in vsi so veliko peli). Še do dandanes je znana kot prepoznaven duet s Francem Korenom.
Na Radiu Ljubljana je nastopila že pred 2. svetovno vojno, pretežno kot pevka narodnih pesmi, najprej s Tonetom Kozlevčarjem, pozneje pa s Francem Korenom, spremljal pa jih je harmonikar Avgust Stanko.
Leta 1954 je Vilko Ovsenik potreboval pevski duet za bratov ansambel, zato je posebno izbral Franca Korena in Danico. To je bilo v času ko je začel igrati Gorenjski kvartet oz. poznejši Ansambel bratov Avsenik.
Z Avseniki je pela vse do leta 1962, vmes je pela še z Zadovoljnimi Kranjci. Ves čas pa je isto v spremljavi Avsenikov in Zadovoljnih Kranjcev pela in snemala narodne pesmi.
Pozneje se je odločila peti pri Slovenskih muzikantih. Z njimi je bila vse do leta 1995 potem ko je umrla 19. oktobra istega leta, 2 dni pred slavnostnim koncertom Slovenskih muzikantov. Pokopana je v Idriji.